# 渡辺明 (美術監督)
渡辺 明（、1908年〈明治41年〉5月13日 - 1999年〈平成11年〉）は映画美術監督。福井県出身。愛称は「ナベさん」。

## 来歴
1929年（昭和4年）、美術学校を卒業後、松竹下賀茂撮影所に助監督として入社。その後、美術担当となる。
1941年（昭和16年）、撮影技師だった円谷英二と知り合い、グラスワークなどのトリック撮影を円谷とともに研究する。同年、円谷に誘われ東宝に移籍。
1942年（昭和17年）、映画『ハワイ・マレー沖海戦』（山本嘉次郎監督）で特殊美術を担当。特撮用ミニチュア製作など美術全般を担当する。
1947年（昭和22年）、『戦争と平和』（亀井文夫・山本薩夫監督）から特殊技術も兼任。「日本映画技術賞」を受賞する。
1948年（昭和23年）、円谷英二が東宝を退社。円谷に代わり、特殊技術チーフを務める。
1950年（昭和25年）、円谷英二が東宝に復帰。以後、特殊美術チーフとして円谷組特撮班を支える。
1954年（昭和29年）、日本初の特撮怪獣映画『ゴジラ』（本多猪四郎監督）で、特殊美術監督を担当。以後、東宝特撮映画の中心スタッフの1人となる。
1966年（昭和41年）4月1日、東宝を退社。円谷特技プロダクションの川上景司らと共に「日本特撮プロダクション」（日本特撮映画株式会社）を設立。東宝以外の各社でも特殊美術を手掛けた。
1999年（平成11年）、死去。91歳没。

## 人物
円谷英二の片腕として1942年から1965年まで、東宝の特撮専門の美術監督として活躍。当時助監督を務めていた中野昭慶は、照明の岸田九一郎と並ぶ長老格の双璧であったと述べている。造形助手を務めた鈴木儀雄によれば、渡辺と円谷は「俺」「お前」と呼び合う間柄であったといい、渡辺が円谷にズバズバと意見することも多かったという。
「ゴジラ」や「キングギドラ」といった人気怪獣の最終デザインは、渡辺が手がけたものである。怪獣のデザインについては、「科学性に立脚していなければならない」との考えを持っていた。
戦争映画や怪獣映画に使用する、特撮の各種ミニチュアの製作も任じていた。『ゴジラ』で1/25スケールと定めたミニチュアセットは、その後の怪獣映画の基本となった。『ゴジラの逆襲』に登場する自衛隊の兵器車両「ポンポン砲車」も、渡辺のデザイン・造形による。戦車のミニチュアに特にこだわり、キャタピラ一枚一枚を金属鋳造し、エンジンを搭載させて動かすこだわりようだった。中島春雄は「凝り性で、人を乗せて走る戦車を作って喜んでいたが、あれはもうこだわり過ぎてて、今じゃもう出来ない遊びだったね」と語っている。
『ウルトラマン』では、前代未聞の巨大宇宙ヒーローの初期企画に関わり、ガルーダ神のような有翼の宇宙怪獣「ベムラー」をデザインしている。このデザインはのちに自らが特撮監督として関わった『大巨獣ガッパ』に受け継がれたともされている。
中野は、渡辺についてスケジュールが逼迫していた状況でも慌てることなく常に余裕があったといい、渡辺自身「いくら時間があっても出来ないものは出来ん」というのが口癖であったという。また、「アイデアやイメージは排泄物のようなものでいつでも出せるものではないが、いつかは出てくる」とも述べていたという。
また中野は、渡辺は博識で雑学に長じていたといい、喋りだすと機関銃のように止まらなかったと証言している。

## 担当作品
- 1942年 『ハワイ・マレー沖海戦』
- 1949年 『地獄の貴婦人』
- 1952年 『南国の肌』
- 1954年 『さらばラバウル』、『ゴジラ』[6]
- 1955年 『ゴジラの逆襲』、『獣人雪男』
- 1956年 『白夫人の妖恋』、『空の大怪獣 ラドン』
- 1957年 『地球防衛軍』[2]
- 1958年 『美女と液体人間』、『大怪獣バラン』
- 1959年 『日本誕生』、『宇宙大戦争』[2]
- 1960年 『電送人間』、『ガス人間第一号』、『ハワイ・ミッドウェイ大海空戦 太平洋の嵐』[2]
- 1961年 『大坂城物語』、『モスラ』、『世界大戦争』
- 1962年 『妖星ゴラス』[2]、『キングコング対ゴジラ』
- 1963年 『太平洋の翼』、『青島要塞爆撃命令』、『マタンゴ』[2]、『海底軍艦』[2][6]
- 1964年 『モスラ対ゴジラ』、『宇宙大怪獣ドゴラ』、『三大怪獣 地球最大の決戦』[6]
- 1965年 『太平洋奇跡の作戦 キスカ』、『フランケンシュタイン対地底怪獣』[6]、『怪獣大戦争』[2][6]
- 1966年 『ウルトラQ』
- 1967年 『大巨獣ガッパ』[2]※協力（特撮監督）、『宇宙大怪獣ギララ』[2]※協力
- 1968年 『ガンマー第3号 宇宙大作戦』[2]※特撮監督（海外公開版のみクレジット）